# هم‌پیمان
هم‌پیمان یک مجموعه تلویزیونی محصول سال ۱۳۷۹ به کارگردانی فرزین مهدی‌پور،  و تهیه‌کنندگی اصغر توسلی می‌باشد که از شبکه پخش شد.

## بازیگران
- افشین سنگ‌چاپ
- افسانه ناصری
- افشین نخعی
- امید آهنگر
- بابک بیات
- بابک نوری
- سپیده حسینی
- سحر صباغ‌سرشت
- سیامک اشعریون
- سیامک حلمی
- سیروس ولی‌زاده
- صفر کشکولی
- علی زرینی فر
- فرشید زارعی‌فرد
- فیروز آقایی
- مجید مشیری
- محسن قاضی‌مرادی
- محمد الهی
- ناصر لقایی
- هدایت‌الله سجادی
- اشکان خطیبی